# Станфордски затворнически експеримент
Станфордският затворнически експеримент е известен психологически експеримент, който е проведен през 1971 г. от американския психолог Филип Зимбардо. Целта му е да изследва реакциите на човека в състояние на ограничена свобода, в условията на затворнически живот и на влиянието на наложената социална роля върху поведението.
Негативното обкръжение, което избира Зимбардо, за да провери идеите си, е затвор. Той превръща мазето на факултета по психология на Станфордския университет в подземна тъмница, като поставя врати като на затвор на трите кабинета там, а в „килиите“ не оставя нищо друго освен по 3 легла. Малка тъмна стаичка, наречена „дупката“, определя за място за наказание на „затворниците“.
Участниците в експеримента са студенти, събрани по обява. 24 от тях са подбрани от Зимбардо след тест, който да отсее хора с евентуални психични отклонения. Те получават по 15 долара на ден, след като на случаен принцип са разпределени да бъдат „пазачи“ или „затворници“. Студентите са „арестувани“ с доброволното съдействие на местната полиция (по молба на Зимбардо за експеримента и за по-голяма достоверност) и отведени под конвой в „затвора“.
Всички „пазачи“ трябва да носят униформи и сребристи отразителни слънчеви очила. По този начин не се виждат очите им. Така, смята Зимбардо, се губи част от „човешкото“ в тях, от това, което ги прави „хора“. Неговата цел е да създаде усещането за сила, тъй като – смята той – пазачите са хора с власт над другите, в този случай – над затворниците.
Освен че провежда експеримента, Зимбардо влиза в ролята на шеф на затвора. Неговата инструкция на пазачите е да поддържат реда и законността и ако някой затворник избяга, това ще постави край на експеримента. На „пазачите“ той не позволява да използват сила, но да намират всякакви други начини да създават усещането на страх и контрол над живота им. Самите „затворници“ са вкарани в подземието с вързани очи, за да бъдат объркани. Там биват съблечени и обезпаразитени. Още в този момент Зимбардо отчита, че „пазачите“ започват да се подиграват и да унижават „затворниците“, което той определя като „начало на процеса на деградация“, който се наблюдава – според него – не само в затворите, но и в много казарми.
На сутринта след първата нощ в „затвора“ няколко от „затворниците“ организират бунт, като се барикадират в килията си. Според Зимбардо това е „бунт срещу статуса“, срещу анонимността и срещу това да следват заповеди от другите студенти. За наказание водачът на бунта е вкаран в „дупката“, а „пазачите“ се озлобяват срещу другите „затворници“. По-късно Зимбардо отчита, че това се е случило, защото са били обиждани лично – обидите са били насочени не срещу ролята (в случая „надзирател“ изобщо), а срещу конкретните индивиди, които са я изпълнявали. Това ги кара още същата нощ да започнат издевателства над „затворниците“.
Когато бива освободен, предводителят на бунта отива при Зимбардо и иска да прекъсне участието си в експеримента. Зимбардо приема, но му предлага и алтернатива – да се върне обратно с уговорката, че „надзирателите“ няма да го тормозят повече, но в замяна той трябва да стане доносник и да докладва на самия Зимбардо какво споделят останалите „затворници“. Той приема и се връща обратно, но започва да симулира тежко душевно разстройство. По този начин, отчита Зимбардо, той запазва достойнството си пред останалите, които биха го сметнали за страхливец, който се отказва от участие в експеримента, като „прехвърля топката“ у учения, който трябва да го освободи заради заболяването му. Въпреки че осъзнава хитростта, Зимбардо освобождава участника. Сред останалите затворници обаче тръгва слух, че освободеният ще се върне със свои приятели, които да разбият подземието и да ги освободят. Това кара учения да разтури „затвора“ и всички са преместени в друга част на сградата.
След като слухът за освобождаване не се сбъдва и „пазачите“ трябва да изградят „затвора“ наново, те се озлобяват още повече на „затворниците“, което кара още един от тях да обяви бунт, като се барикадира сам в килията си. След време моли Зимбардо да бъде изваден от експеримента. „Пазачите“ подлагат на още по-засилен тормоз останалите „затворници“ и ги карат да обиждат самия бунтовник, като го обвиняват, че проваля експеримента. Той изпада в паника и отказва да си тръгне, за да не го мислят другите за саботьор. След терапевтичен разговор със Зимбардо той все пак си тръгва, а на негово място е повикан друг студент от списъка с резерви.
Допълнително вкараният в експеримента участник обаче обявява гладна стачка. За назидание и той е вкаран в „дупката“, а другите „затворници“ биват карани от „охраната“ да го обиждат. Това, което отчита Зимбардо, е, че те не го правят против волята си, а напротив – за тях той се превръща в човек, който им създава проблеми с „управата на затвора“ и гневът им срещу него е напълно истински.
Друг факт, който отчита Зимбардо, е, че част от „пазачите“, които се държат добре със „затворниците“ и принципно не подкрепят издевателствата, на които другите ги подлагат, по никакъв начин не им се противопоставят, а дори още повече – когато някой от садистичните „надзиратели“ започне да тормози „затворниците“, те гледат да си намерят някакво друго занимание или отиват да купят храна. Тази „пасивна подкрепа“ кара садистичните да стават все по-изобретателни в начините си да тормозят „осъдените“.
На края на петия ден четирима затворници са се отказали и са били освободени, новопостъпилият гладува втори ден, а до предварително планирания край на експеримента остават още 9 дни. В този момент колега психолог на Зимбардо, Кристина Маслах, посещава мазето затвор и става свидетел на бруталността на експеримента: „пазачите“ са подредили „затворниците“ в редица, за да ги водят на тоалетна с торби на главите и окови на краката.
На следващия ден Зимбардо слага край на експеримента. Резултатите от него се използват, за да покажат податливостта и покорността на хората спрямо оправдаваща действията им идеология, поддържана от обществото и държавата, както и за илюстрация към теорията за когнитивния дисонанс и влиянието на властта и авторитета.
Много често експериментът на Зимбардо бива сравняван с друг, по-ранен експеримент, проведен от Стенли Милграм.

## Критика
Изследвания като неговото стимулират разгорещени дебати за етичните страни на използването на хора.